# Farman F.70
Farman F.70 — це французький пасажирський і поштовий літак 1920-х років, розроблений і випускався компанією Farman. Літак конструктивно був зменшеною версією іншого популярного літака Farman, F.60 Goliath. F.70 — двостійковий біплан з дерев'яним фюзеляжем та полотняною обшивкою фюзеляжу та крил. Кабіна пілота відкрита, за нею розміщувалося відділення для пасажирів чи вантажу.
Крім штатного Renault 12Fe на літак міг встановлюватись радіальний двигун Gnome-Rhône Jupiter 9Aa (ліцензійний Bristol Jupiter (модифікація Farman F.73)). Також, у єдиному екземплярі, існував тримісний бомбардувальник, який не пішов у серію.
Літаки цього типу експлуатувалися різними французькими авіакомпаніями. Lignes Farman (також SGTA), що належала братам Фарман була основним оператором. П'ять літаків цієї авіакомпанії здійснювали польоти до Парижа, Амстердама та Брюсселя. Літаки Lignes Aeriennes Latécoère працювали на пасажирських та поштових лініях між Касабланкою та Дакаром, а також між Алжиром та Біскрою. Інші оператори використовували літак на внутрішніх лініях Франції.
1925 року польська компанія Aero придбала 5 літаків F.70.

## Модифікації
F.70
Основна серійна модифікація із 300-сильним двигуном Renault 12Fe (V-12).
F.73
Модифікація із зіркоподібним двигуном Gnome et Rhône 9Aa Jupiter (380 к.с.).

## Оператори
Франція
- Lignes Farman — 5 літаків (F-AGDE, n° 11; F-AGEE, n° 12; F-AGEF n° 13; F-AHCV n° 16; F-AHCX n° 17; F-FARD n° 6900)
- Lignes Aeriennes Latécoère (F-AFFK n° 9; F-AFFP n° 7; F-AFGI n° 8; F-AGAA n° 10)[1][2]

 Польща
- Aero : 5 °F.70 придбано в 1925 році, бортові номери P-POZA — P-POZE.

 Бразилія
- ВПС Бразилії

 Венесуела
- ВПС Венесуели[3]

## Льотно-технічні характеристики

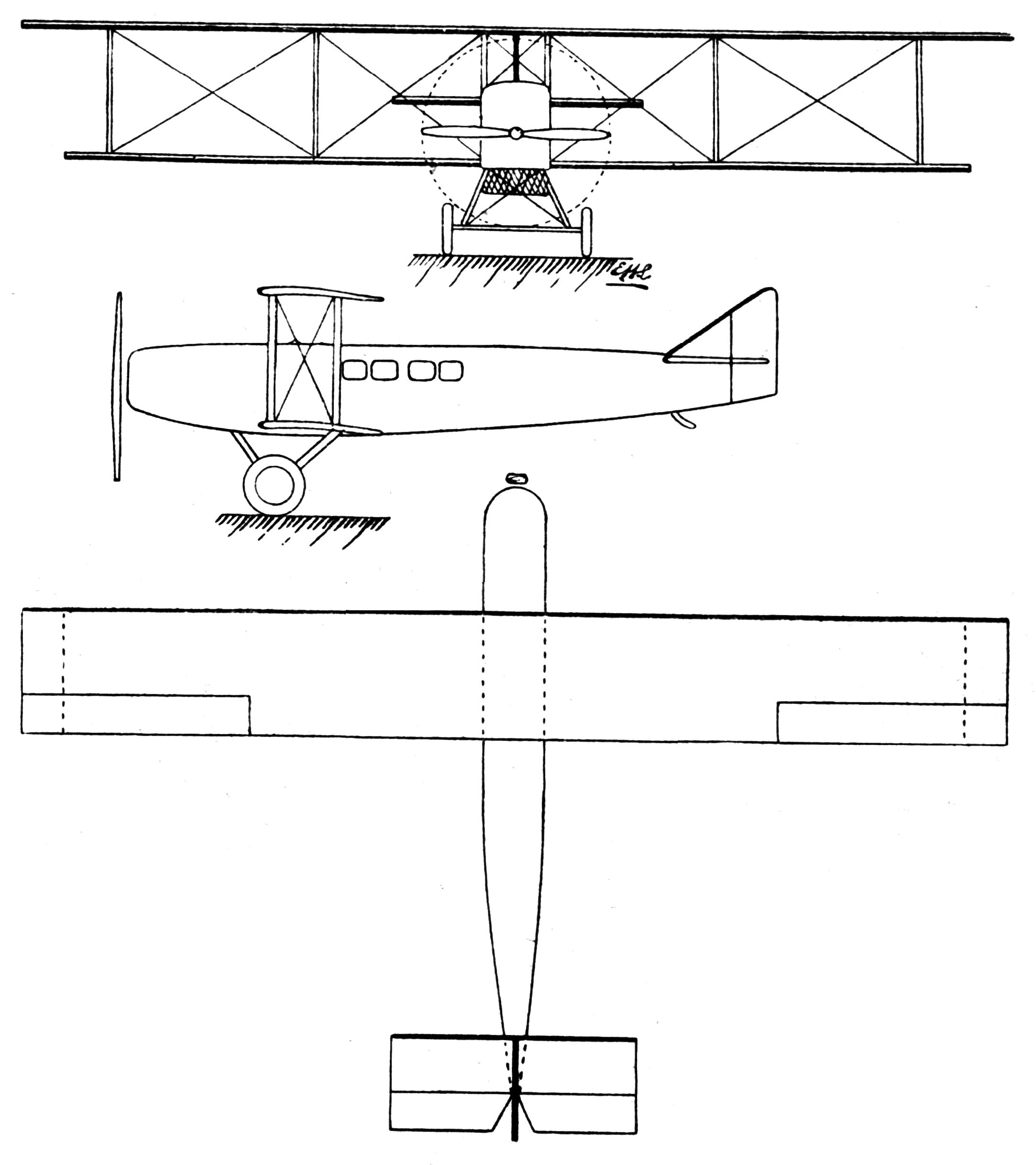
Схема Farman F.70 з журналу «Les Ailes» (27 жовтня 1921 року)

Основні характеристики
- Екіпаж: 1
- Пасажиромісткість: 6
- Довжина: 10.10 м.
- Висота: 3,43 м.
- Розмах крила:

- Площа крила: 53,50 м²
- Маса порожнього: 1330 кг
- Максимальна злітна маса: 2050 кг

Льотні характеристики
- Максимальна швидкість: 175 км/ч
- Практична дальність: 400 км
- Практична стеля: 4900 м

## Аварії та катастрофи
- 20 січня 1926 поштовий F-AHCV розбився поблизу Ле-Като-Камбрезі, пілот поранений.[4]

## У масовій культурі

### Стендовий моделізм
- Broplan MS-201 — Farman F.70 P-POZE Aero Komunikacja Powietrzna, SA. 1/72 (vacu)[5]
- Broplan MS-202 — Farman F.70 F-AGGH Lignes Aeriennes Farman 1/72 (vacu)